# Menonitas en Chile

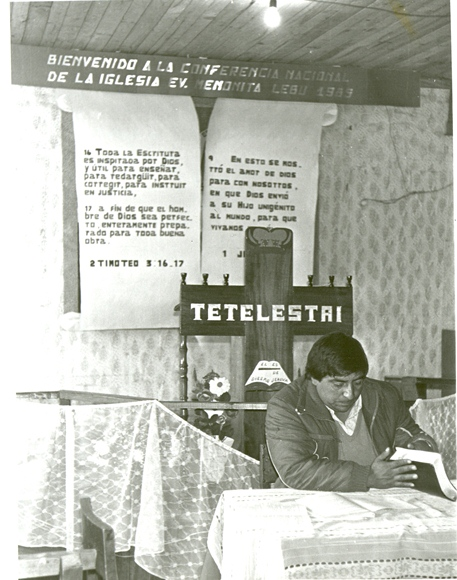
El pastor presidente de la Iglesia Evangélica Menonita de Chile, Roberto Gallardo, en la iglesia de Lebu (1985)

Los menonitas en Chile son una comunidad religiosa cristiana anabaptista, cuantitativamente una minoría religiosa dentro de los que profesan una religión en Chile. Su presencia en el país es relativamente reciente en comparación con otras denominaciones cristianas y otros países sudamericanos, habiendo comenzado a establecerse a finales del siglo xx y principios del xxi.

## Historia
En el territorio chileno, a diferencia de otros países vecinos y otros de América Latina, como Bolivia, Perú, Argentina y Paraguay, no se establecieron colonias menonitas propiamente tales, como suelen establecerse como grupo para mantener una vida comunitaria en entornos predominantemente rurales, bajo los principios surgidos en la Reforma radical, como la vida sencilla y el pacifismo cristiano. Las primeras congregaciones menonitas chilenas surgieron principalmente, como escisiones de grupos cristianos vinculados al pentecostalismo en Chile, quienes se convirtieron y cambiaron su confesión cristiana al comenzar a seguir las enseñanzas de líderes religiosos históricos de los anabaptistas, como Menno Simmons y Dirk Willems.Para ello fue fundamental los contactos y posteriores conexiones que establecieron evangélicos chilenos con las iglesias menonitas de Canadá y Estados Unidos. Al ser las comunidades menonitas chilenas conformadas por una mayoría de ciudadanos de nacionalidad chilena conversos, no se puede contemplar a los menonitas como una religión étnica en este país. En términos idiomáticos, el plautdietsch, lengua germánica hablada por numerosos menonitas a nivel global, no es predominantemente utilizado entre la mayoría de los menonitas en Chile, ni se emplea en la mayoría de las congregaciones para los servicios litúrgicos, siendo el español el idioma más comúnmente utilizado.
En 1986, el profesor de la Universidad de Concepción, Carlos Salazar, fundó en Concepción la Iglesia Menonita La Puerta del Rebaño. Posteriormente la iglesia fue liderada por el matrimonio conformado por Carlos Gallardo y Mónica Parada, quienes habían tomado cursos sobre el anabaptismo con el teólogo paraguayo-canadiense, Titus Guenther, quien llegó a Chile como académico de la Comunidad Teológica Evangélica de Chile (CTE) .
La Iglesia Evangélica Menonita de Chile es miembro pleno del Congreso Mundial Menonita, la cual contaba en 2025 con ocho congregaciones en todo el país, principalmente en la Región Metropolitana de Santiago.
En 1999, un matrimonio de dos misioneros menonitas estadounidenses conformado por John y Melinda Breneman, emigraron a Chile desde la iglesia de la hermandad en Shippensburg, en el estado de Pensilvania, para fundar la primera comunidad tradicional menonita de Chile en Puerto Octay, Región de Los Lagos.